# Біленька II
Біленька Перша (Нижня Біленька, Ближня Біленька, Біленька I) — річка в Україні, у Краматорському районі Донецької області.
Права притока Казенного Торця (басейн Дону).

## Опис
Довжина річки 19 км, похил річки 5,8  м/км, найкоротша відстань між витоком і гирлом — 15,90 км, коефіцієнт звивистості річки — 1,20 . Площа басейну водозбору 189 км². Річка формується 3 безіменними струмками та 14 загатами.

## Розташування
Бере початок на північно-східній стороні від Малинівки. Спочатку тече переважно на південний захід, потім на північний захід через селище Біленьке і у Ясногірці впадає у річку Казенний Торець, праву притоку Сіверського Донця.
Населені пункти вздовж берегової смуги: Тихонівка, Васютинське, Першомар'ївка, Василівська Пустош, Краматорськ.

## Цікаві факти
- Біля витоку річки пролягає автоєврошлях E40М03.
- У селищі Ясногірці річку перетинає автошлях Н20Т 0514.